# Gastronomistad
Gastronimistad är ett begrepp inom Unescos program Unesco Creative Cities Network som lanserades 2004 för att främja samarbete mellan städer som använder sig av kreativitet som viktig faktor för sin stadsutveckling. 
Unesco utnämner gastronomistäder. Vid årsskiftet 2018/2019 fanns 26 gastronomistäder i 17 länder.

## Kriterier för gastronomistad
- att ha en utvecklad kokkonst som är karaktäristisk för staden och regionen
- att ha en välutvecklad restaurangbransch med ett stort antal restauranger som serverar traditionell mat
- att för regionen typiska ingredienser används i maten
- att lokal tillagning av mat har överlevt industriella/teknologiska förändringar
- att det finns traditionella matmarknader och traditionell livsmedelstillverkning
- att det finns vana att hålla matfestivaler och -evenemang
- att matkulturen innefattar respekt för miljön och innebär uthållig matproduktion
- att stadens restaurangskolor främjar god nutrition och aspekter på biodiversitet

## Utnämnda gastronomistäder
| År   | Stad          | Land      |
| ---- | ------------- | --------- |
| 2017 | Alba          | Italien   |
| 2015 | Belém         | Brasilien |
| 2015 | Bergen        | Norge     |
| 2017 | Buenaventura  | Colombia  |
| 2015 | Burgos        | Spanien   |
| 2010 | Chengdu       | Kina      |
| 2017 | Cochabamba    | Bolivia   |
| 2015 | Dénia         | Spanien   |
| 2015 | Ensenada      | Mexiko    |
| 2015 | Gaziantep     | Turkiet   |
| 2017 | Hatay         | Turkiet   |
| 2012 | Jeonju        | Kina      |
| 2012 | Florianópolis | Brasilien |
| 2017 | Paraty        | Brasilien |
| 2017 | Panama City   | Panama    |
| 2015 | Phuket        | Thailand  |
| 2005 | Popayan       | Colombia  |
| 2015 | Parma         | Italien   |
| 2017 | Macau         | Kina      |
| 2015 | Rasht         | Iran      |
| 2014 | Shunde        | Kina      |
| 2017 | San Antonio   | USA       |
| 2018 | Tucson        | USA       |
| 2014 | Tsuruoka      | Japan     |
| 2010 | Zahle         | Libanon   |
| 2010 | Östersund     | Sverige   |